# فوينتيس دي ماغانيا
فوينتيس دي ماغانيا هي بلدية تقع في مقاطعة سوريا، في منطقة قشتالة وليون، في إسبانيا. يبلغ عدد سكانها 64 نسمة وذلك حسب (المعهد الوطني للإحصاء) سنة 2017، وتبلغ مساحتها 11,22 كم²، وترتفع عن سطح البحر 1,142 متر.

## تطور السكان
في تعداد عام 2010 بلغ عدد سكان البلدية 101 نسمة، منهم 49 رجلا و52 امرأة.